# Liste de joueurs de Scrabble
Cette liste de joueurs de Scrabble ou scrabbleurs répertorie des joueurs ayant remporté plusieurs titres nationaux ou internationaux en classique ou en duplicate ainsi que des célébrités connues pour jouer au Scrabble de manière régulière.

## Joueurs ayant remporté plusieurs titres francophones

### Belges
- Hughes Damry : (duplicate) champion du monde junior 1986, 1987 ; (classique) champion de Belgique 2006, 2009, 2011, 2013, 2015, 2018 — vainqueur Vichy 2010
- Yvon Duval : (duplicate) champion de Belgique 1977, 1979 à 1982 — champion du monde 1978.
- Christian Pierre : (duplicate) champion de Belgique 1987, 1988, 1990 à 1994, 1996, 2000 à 2002, 2004, 2007 à 2015, 2017, 2022, 2024  — champion du monde 1991, 1992, 1994, 1996, 1998
- Jérôme Le Maire : (duplicate) champion de Belgique 1998, 2005, 2006.
- Marc Selis : (duplicate) champion du monde 1974, 1976.

### Béninois
- Julien Affaton : (classique) champion du monde 2014 — vice-champion du monde 2011, 2012, 2013.

### Français
- Jean-Marc Bellot : (duplicate) champion de France 1978 — champion du monde 1977.
- Hervé Bohbot : (classique) champion de France 2005, 2015.
- Christian Coustillas : (classique) champion de France en 2011 — champion du monde en 2010 et 2013.
- Aurélien Delaruelle : (duplicate) champion de France 1995 ; (classique) champion de France 2008.
- Michel Duguet : (duplicate) champion de France 1981 à 1985, 1987 — champion du monde 1982, 1983, 1985, 1987, 1988.
- Pierre-Olivier Georget : (classique) champion de France 2003, 2004, 2007, 2009 et 2012 — champion du monde 2012.
- Nicolas Grellet : (duplicate) champion de France 1996, 1997.
- Benjamin Hannuna : (duplicate) champion de France 1979, 1980 — champion du monde 1979, 1984.
- Aurélien Kermarrec : (duplicate) champion de France 1994 — champion du monde 1997.
- Jean-François Lachaud : (duplicate) champion de France 2009 — champion du monde 1995.
- Fabien Leroy : (duplicate) champion de France 2013, 2015.
- Florian Lévy : (duplicate) champion de France 2007, 2014 — champion du monde 2000.
- Franck Maniquant : (duplicate) champion de France 1991, 2001, 2010, 2011 — champion du monde 2001 ; (classique) champion de France 1988.
- Antonin Michel : (duplicate) champion de France 1998, 2003 à 2005 — champion du monde 2005, 2010.
- Michel Pialat : (classique) champion de France 1977, auteur de plusieurs dictionnaires de référence.
- Jean-François Ramel : (classique) champion de France 1992 — champion du monde 2011.
- Emmanuel Rivalan : (duplicate) champion de France 1999 — champion du monde 1993, 1999.
- Marc Treiber : (duplicate) champion de France 1993 — champion du monde 1990 ; (classique) champion de France 1993, 1994.
- Benjamin Valour : (classique) champion de France 2010 et 2022 — champion du monde 2009.
- Patrick Vigroux : (duplicate) champion national 1986, 1989, 1990, 1992.

#### Autres joueurs notables
- Nicolas Bonnamour, champion de France junior en 2004, vice-champion du monde dans sa catégorie d'âge en 2001, 2003.
- Thierry Chincholle, champion de France de blitz en 2000 et 2005, champion de France classique en 1998, champion du monde 2022.
- Anthony Clémenceau, champion de France de Scrabble classique en 2006, champion de France en blitz en 2001.
- Didier Clerc, champion du monde par paires en 1982, vainqueur du festival de Vichy en 1982.
- Alain Dubreuil, champion du monde junior en 2002 et cadet en 2000.
- Fabien Fontas, champion de France 2009 (ex æquo avec Jean-François Lachaud).
- Pascal Fritsch, champion du monde en 2006.
- Eugénie Michel, championne du monde junior en 2001, championne de France par paires en 2008.
- Romain Santi, champion du monde junior en 2003, champion de France junior en 2005.

### Gabonais
- Schélik Ilagou Rekawe (classique) vice-champion du monde en 2014, 2015.

### Québécois
- François Bédard : (duplicate) champion du Québec 1989 à 1991, 1993 à 1995, 1998, 2016.
- Germain Boulianne : (duplicate) champion du Québec 1997, 1999 à 2003, 2006, 2008, 2011, 2015, 2019 — champion du monde 2004.
- Francis Desjardins : (duplicate) champion du Québec 2010, 2012 à 2014, 2017, 2018 — champion du monde 2011.
- Didier Kadima : (duplicate) champion du Québec 2004, 2005, 2007, 2009 ; (classique) champion du Québec 2010, 2014.
- Guy Pérusse : (duplicate) champion du Québec 1986, 1987.
- Jean-Pierre Sangin : (duplicate) champion du Québec 1982, 1983.

### Sénégalais
- Amar Diokh : (duplicate) champion du Sénégal 2007 à 2009, (classique) champion du monde 2007.
- Mactar Sylla : (duplicate) champion du monde de blitz et par paires en 2007.
- Ndongo Samba Sylla : (duplicate) champion du monde par paires en 2000 et 2007, champion du monde de blitz en 2002.
- Ousmane Sakal Dieng (duplicate) : Vice-Champion du monde de scrabble en paires avec Ndongo Samba SYLLA (2012 et 2015), Champion d'Afrique de Blitz individuel et en paires en 2015

### Suisses
- David Bovet : (duplicate) champion de Suisse 2013, 2015, 2017 — champion du monde 2012, 2015.
- Étienne Budry : (duplicate) champion de Suisse 2004, 2016 — champion de France 2008, 2012.
- Hugo Delafontaine : (duplicate) champion de Suisse 2002, 2006, 2007 — champion du monde 2009, 2014, 2016.
- Jean-Pierre Hellebaut : (duplicate) champion de Suisse 2001, 2003, 2008 — champion du monde 2002, 2003.

### Tunisiens
- Abderrazak Ouarda : (duplicate) champion de Tunisie 1979, 1980, 1982, 1984 à 1987, 1989, 1992, 1993, 1997, 1999, 2002, 2005.
- Zouheir Aloulou : (duplicate) champion de Tunisie 1988, 1995, 1996, 1998, 2000, 2001, 2003, 2007.

## Autres langues

### Joueurs anglophones
- David Boys, champion du monde en 1995, premier du classement anglophone du Québec.
- Brian Cappelletto, champion du monde en 2001, champion des États-Unis en 1998
- Adam Logan, champion du monde en 2005, champion d'Amérique du Nord en 1996.
- Peter Morris, champion du monde en 1991, champion des États-Unis en 1989.
- Mark Nyman, champion du monde en 1993, champion du Royaume-Uni 4 fois.
- Nigel Richards, champion du monde en 2007, 2011 et 2013, champion des États-Unis en 2008 et de 2010 à 2013.
- Joel Sherman, champion du monde en 1997, champion des États-Unis en 2002
- Panupol Sujjayakorn, champion du monde en 2003, champion de Thaïlande en 2002
- Joel Wapnick, champion du monde en 1999, deuxième du classement anglophone du Québec.

#### Représentants français aux championnats du monde anglophone
1995, 1997, 2015 : Robert Springer.
1999 : Antonin Michel
2003 à 2013 : Hervé Bohbot

### Joueurs hispanophones
- Joan R. Manchado, champion du monde 1997 et 2003.
- Benjamín Olaizola, champion du monde 2001 et 2007.

#### Représentants français aux championnats du monde hispanophone
2008 à 2014 : Serge Emig